# Корин, Павел Дмитриевич
Па́вел Дми́триевич Ко́рин (25 июня [7 июля] 1892, Палех, Владимирская губерния — 22 ноября 1967, Москва) — русский и советский живописец, мастер портрета, реставратор, педагог, профессор Московского художественного института им. Сурикова. Академик АХ СССР (1958; член-корреспондент 1954). Народный художник СССР (1962). Лауреат Ленинской премии (1963) и Сталинской премии второй степени (1952).
Один из наиболее известных московских художников первых советских десятилетий, друг и последователь Михаила Нестерова.

## Биография
Родился в селе Палех (ныне Ивановской области), в семье потомственных иконописцев. Отец умер, когда Павлу было 8 лет.
В 1903—1907 годах учился в Палехской иконописной школе у Е. И. Стягова, после окончания которой был принят учеником в московскую иконописную палату Донского монастыря, руководил которой К. П. Степанов.
В 1911 году М. В. Нестеров, для которого Павел копировал его работы, пригласил его помогать расписывать церкви; через много лет в письме от 26 июля 1935 года Павел Корин писал своему учителю: «Вы бросили мне в душу Ваш пламень, Вы виновник того, что я стал художником». По настоянию М. В. Нестерова в 1912 году поступил в Московское училище живописи, ваяния и зодчества. Его учителями были К. А. Коровин, С. В. Малютин и Л. О. Пастернак.
В 1916 году окончил училище и в соответствии с пожеланиями великой княгини Елизаветы Фёдоровны отправился в Ярославль и Ростов изучать фрески древних русских церквей.
Был членом Союза русского народа.

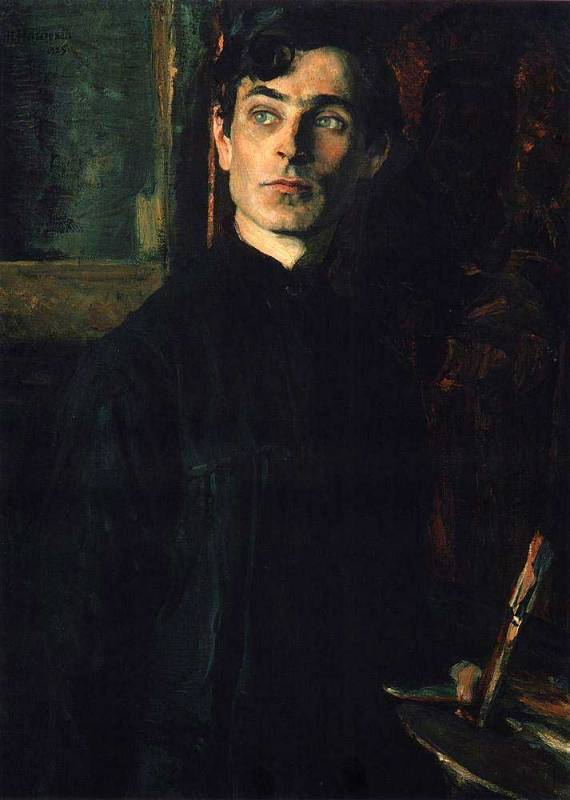
Портрет Павла Корина работы Михаила Нестерова. 1930. ГТГ

В феврале 1917 года поселился в мансарде дома № 23 на Арбате, где организовал свою мастерскую где работал до 1934 года. Здесь художника посетил Максим Горький, который принял участие в его судьбе: он выхлопотал для него у советского правительства поездку в Италию.
В 1918—1919 годах преподавал живопись и рисунок (сначала как ассистент С. В. Малютина, а затем самостоятельно) в Государственных свободных художественных мастерских, созданных на базе реорганизованного Московского училища живописи, ваяния и зодчества.
С 1919 по 1922 год работал в анатомическом театре 1-го Московского государственного университета, желая в совершенстве овладеть искусством построения человеческой фигуры. Параллельно выполнял в Музее изящных искусств рисунки с классических образцов античной скульптуры.
Вместе с В. В. Маяковским работал в Окнах сатиры РОСТА, писал революционные лозунги, рисовал плакаты, участвовал в оформлении праздничного убранства улиц. Панорамный пейзаж — излюбленный жанр в живописи художника. В его творческом наследии немало пейзажей Италии, средней полосы России, Крыма.
В 1927 году акварель «В мастерской художника» была приобретена в собрание Третьяковской галереи, что явилось первым общественным признанием таланта мастера.
В 1933 году переехал в мастерскую на Малой Пироговской улице (дом № 16), где жил и работал до конца жизни и где теперь расположен Дом-музей П. Д. Корина. В 1942 году руководил бригадой реставраторов, восстанавливавших плафон и фойе Большого театра, пострадавшие от бомбардировок.
После войны руководил реставрацией полотен Дрезденской галереи, возглавлял реставрационную мастерскую Музея изобразительных искусств им. А. С. Пушкина. Во Владимирском соборе Киева реставрировал фрески и лично восстанавливал роспись В. М. Васнецова и М. В. Нестерова. В 1960—1964 годы был художественным руководителем Государственной центральной художественной реставрационной мастерской (ныне Всероссийский художественный научно-реставрационный центр имени И. Э. Грабаря) в Москве.
Занимался активной преподавательской деятельностью в Московском художественном институте имени В. И. Сурикова (профессор).
В 1963 году состоялась персональная выставка художника по случаю 70-летия со дня рождения и 45-летия творческой деятельности — и в Нью-Йорке в 1965 году.
В 1966 году подписал письмо 25 деятелей культуры и науки на имя генерального секретаря ЦК КПСС Л. Брежнева против реабилитации И. Сталина.
Академик Академии художеств СССР (1958; член-корреспондент (1954)). Член Союза художников СССР.
Умер 22 ноября 1967 года в Москве; похоронен на Новодевичьем кладбище (уч. 1).

### Творчество

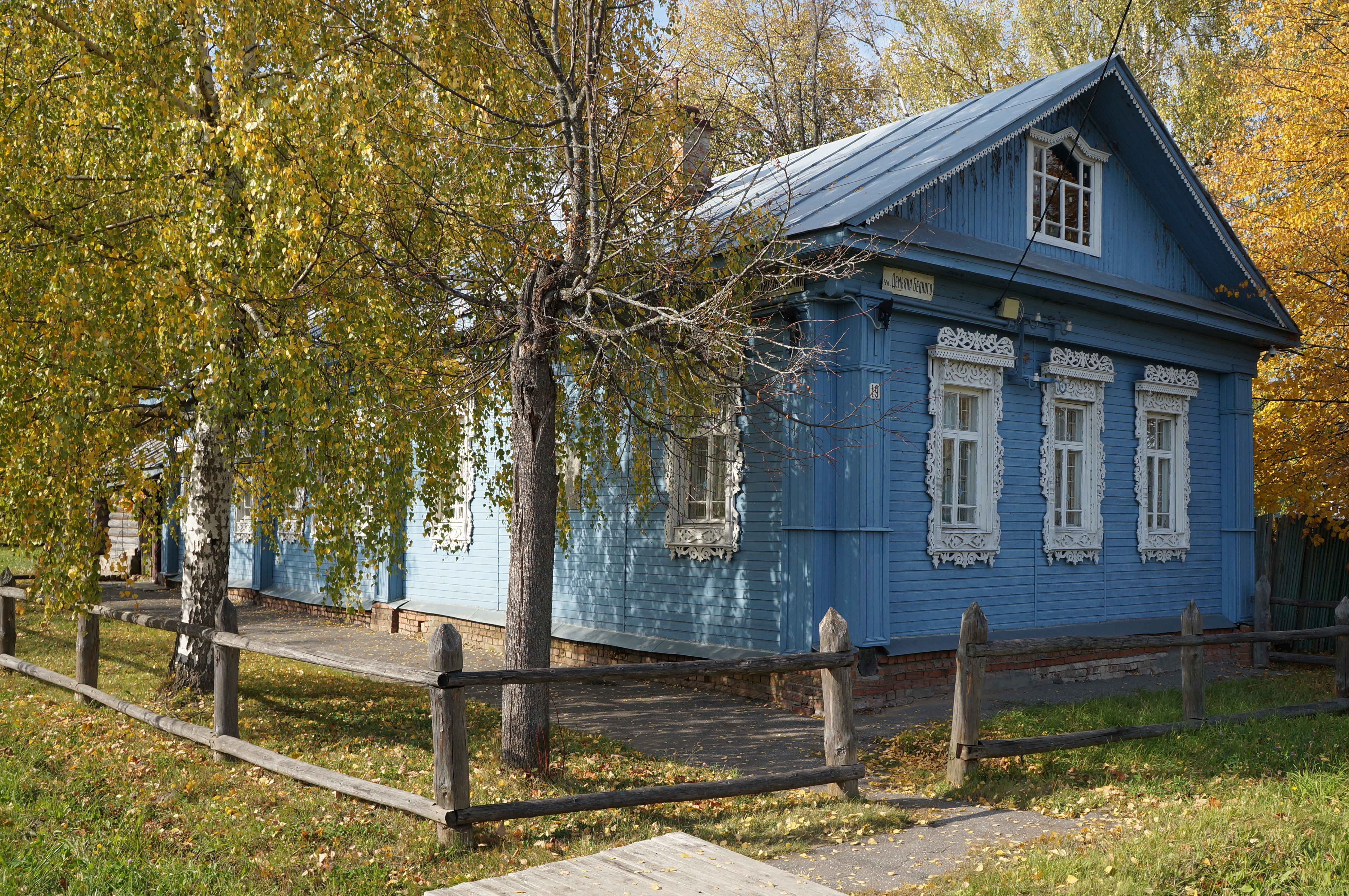
Дом, в котором в 1892 году родился, провел свое детство и до 1967 года периодически жил, работал и отдыхал художник П. Д. Корин

Центральным, но так и не выполненным полотном художника, замысел которого возник в 1925 году — во время похорон Патриарха Тихона в Донском монастыре, является «Реквием (Русь уходящая)»); для неё были выполнены 29 подготовительных портретов, однако предназначенный для картины холст остался нетронутым.
Наиболее известные работы: триптих «Александр Невский», портреты Георгия Жукова и Максима Горького. Тематическим картинам и портретам в исполнении мастера свойственны одухотворённость и собранность образов, строгость композиции и рисунка.
Среди монументальных работ художника — мозаичные плафоны на станции «Комсомольская» кольцевой линии метро, витражи станции «Новослободская», мозаики станции «Смоленская» и «Павелецкая», панно в оформлении актового зала главного здания МГУ.
Обширная коллекция икон, собранных художником, является одной из известнейших и наиболее изученных в России.

### Семья
- Отец — Дмитрий Николаевич Корин (1852—1900[15]), потомственный иконописец
- Брат — Александр Дмитриевич Корин (1895—1986), живописец, реставратор. Заслуженный деятель искусств РСФСР (1980)
- Двоюродный брат — Алексей Михайлович Корин (1865—1923), художник-живописец
- Жена — Прасковья Тихоновна Корина (урождённая Петрова, 1900—1992). Была привезена девочкой в Москву из чувашской деревни Елань-Чишма Белебеевского уезда Уфимской губернии (ныне Ермекеевский район Башкортостана)[16] в Марфо-Мариинскую обитель для обучения ремеслу сестры милосердия. Ей хотелось научиться рисовать, и Великая княгиня Елизавета Фёдоровна обратилась к Павлу Корину, выполнявшему в 1916 году её заказ по росписи усыпальницы подземного храма на территории обители, с просьбой взять ученицу. Через три года, в 1919 году Павел Дмитриевич сделал девушке предложение, но только через семь лет, в 1926 году, получил согласие, и они были обвенчаны в церкви на Арбате.

## Награды и звания
- Народный художник РСФСР (1958)
- Народный художник СССР (1962)
- Сталинская премия второй степени (1952) — за архитектуру станции «Комсомольская—кольцевая» Московского метрополитена имени Л. М. Кагановича
- Ленинская премия (1963) — за портреты современников: М. С. Сарьяна, Р. Н. Симонова, Кукрыниксов, Р. Гуттузо
- Орден Ленина (1967)
- Медали.
- Золотая медаль Всемирной выставки в Брюсселе (1958).

## Память
- В 1968 году в Москве открыт Дом-музей П. Д. Корина (адрес: Малая Пироговская улица, дом 16, флигель 2), ныне — филиал Государственной Третьяковской галереи[17]. В настоящее время здание музея стоит полуразрушенное, обнесено забором.
- В Палехе Ивановской области в 1974 году был открыт Дом-музей семьи художника.
- Сухогруз «Художник Корин» Эстонского морского пароходства[18]

Работы Корина на почтовых марках
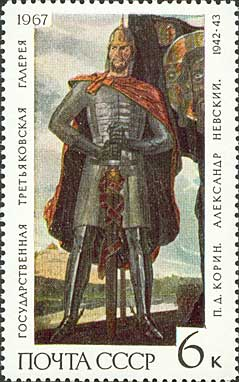
Центральная часть триптиха «Александр Невский» (1942)
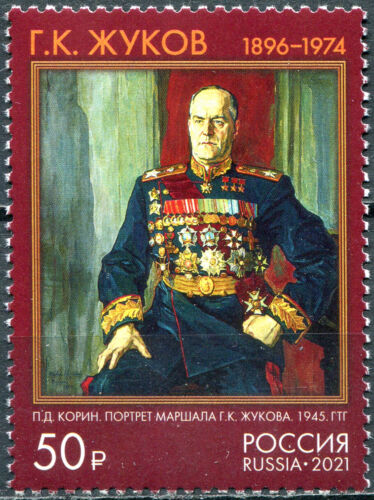
Портрет Георгия Жукова (1945)
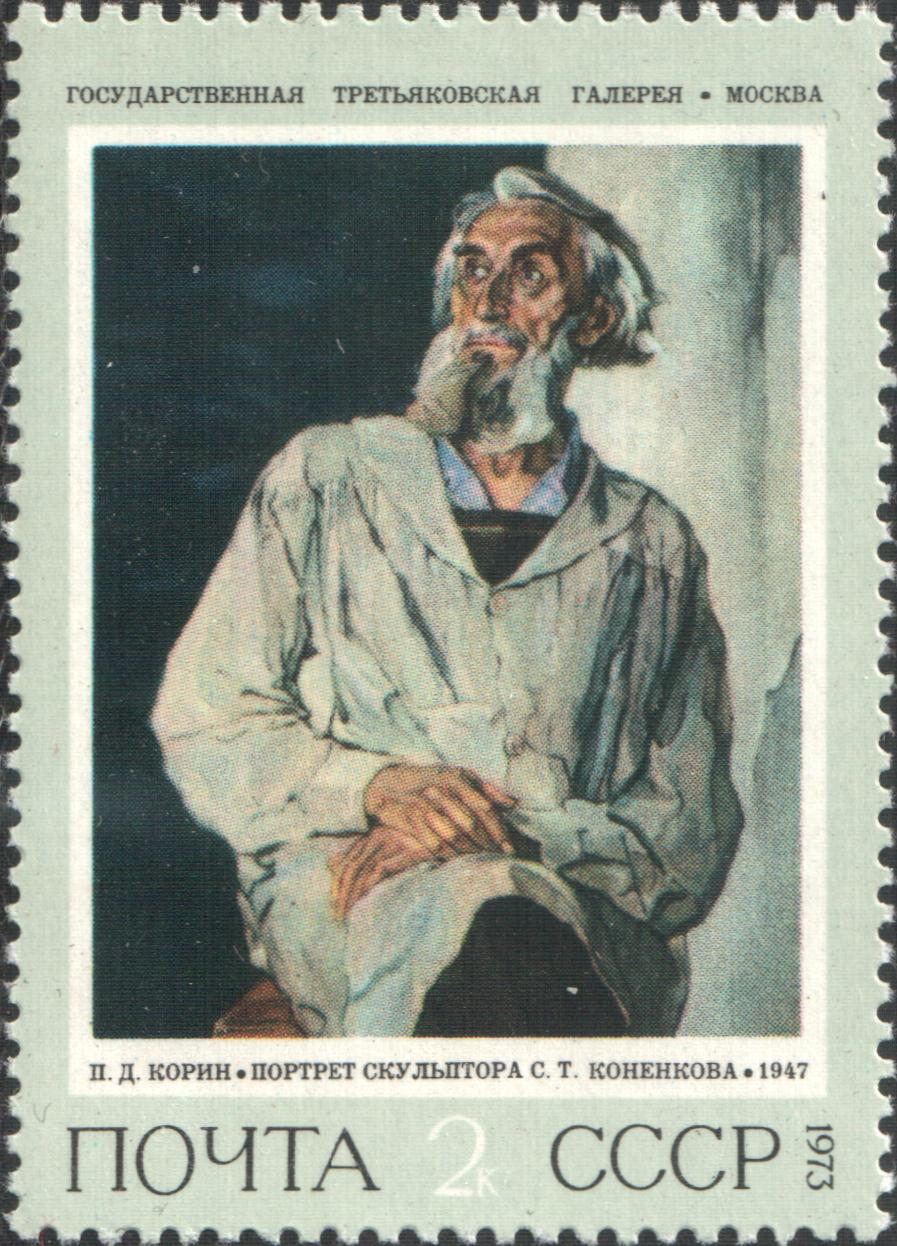
Портрет Сергея Конёнкова (1947)

## Публикации
- Избр. произведения / Вступ. ст.: Л. Зингер. М., 1957;
- Выставка произведений: Москва, 1963. М., 1963;
- Александр Невский: Альбом / Вступ. ст.: Г. Кушнеровская. М., 1965;
- Альбом репродукций. — Л., 1972;
- Письма из Италии. — М., 1981;
- Избр. произведения: Альбом / Вступ. ст.: Е. В. Виноградова. М., 1985;
- Альбом / Авт.-сост.: Л. И. Ромашкова. М., 1987;
- П. Д. Корин об искусстве: Статьи. Письма. Воспоминания о художнике. — М., 1988.
- Павел Дмитриевич Корин, 1892—1967: К 100-летию со дня рождения. М., 1993;
- Павел Корин: Реквием: К истории «Руси уходящей». М., 2013.